# Albendiego
Albendiego ist eine spanische Gemeinde in der Provinz Guadalajara in der Comarca La Serranía der Autonomen Gemeinschaft Kastilien-La Mancha.

## Sehenswürdigkeiten
- Kirche Santa Coloma aus dem 12. Jahrhundert
- Wallfahrtskapelle Cristo Rey